# Przygody Tomka Sawyera (film 1930)
Przygody Tomka Sawyera (ang. Tom Sawyer) – amerykański komediodramat z 1930 roku w reżyserii Johna Cromwella, z udziałem Jackiego Coogana na podst. powieści Marka Twaina pod tym samym tytułem.
Film był trzecią filmową adaptacją powieści Twaina, po niemych wersjach wydanych w 1907 i 1917 roku.

## Obsada
- Jackie Coogan – Tom Sawyer
- Junior Durkin – Huckleberry Finn
- Mitzi Green – Becky Thatcher
- Lucien Littlefield – nauczyciel
- Tully Marshall – Muff Potter
- Clara Blandick – ciocia Polly
- Mary Jane Irving – Mary
- Ethel Wales – pani Harper
- Dick Winslow – Joe Harper
- Jackie Searl jako Sid
- Jane Darwell – wdowa Douglas
- Charles Stevens – Indianin Joe
- Charles Sellon – minister
- Lon Poff – sędzia Thatcher